# 标枪号驱逐舰
标枪号驱逐舰（英語：HMS Javelin），是英国皇家海军所属的一艘J级驱逐舰。

## 建造与服役
标枪号于1937年10月11日在苏格兰克莱德班克的约翰·布朗公司开工建造，1938年12月21日下水，1939年6月10日入役，舷号F61。
1940年5月，在发电机行动中，标枪号与其他驱逐舰一同营救了沉没的蒸汽机船阿布基尔号的幸存者。
1940年11月底，第5驱逐舰队在指挥官蒙巴顿勋爵的指挥下，于英格兰普利茅斯外海执行任务。该舰队由朱庇特号、标枪号、黑背豺号、泽西号和克什米尔号组成，并与德军驱逐舰汉斯·洛迪号、理夏德·拜岑号和卡尔·加尔斯特号交战。标枪号在战斗中被德舰的炮火与鱼雷重创，舰艏与舰艉双双被炸断，仅剩原本353英尺（108米）舰长中的155英尺（47）仍漂浮在海面上，随后被拖回港口。标枪号因此停役将近一年。在这场战斗中，共有官兵45人阵亡。
1942年5月，标枪号参加了“铁甲行动”对马达加斯加的进攻。
1942年6月，它参加了未能成功的活力行动，试图护送一支马耳他补给舰队前往马耳他。1943年1月19日夜间，标枪号与开尔文号一道击毁了一支意大利小型舰艇编队。
1945年10月17日，标枪号在罗德岛外海发生了一起破坏其服役记录的事件：部分“战时服役”水兵因不满恢复战前繁琐的擦拭打磨制度而拒绝工作，引发了纪律风波。其中一名上等水兵被控哗变，数名水兵随后接受了军事法庭审判，但随着事件真相逐渐查明，他们的刑罚被减轻。
1949年6月11日，标枪号被出售拆解，并在苏格兰特伦拆毁。